# Aleuria aurantia
Aleuria aurantia (Christian Hendrik Persoon, 1801 ex Leopold Fuckel, 1870) din încrengătura Ascomycota, în familia Pyronemataceae și de genul Aleuria, este o ciupercă destul de răspândită, comestibilă și saprofită, ce descompune resturi vegetale. Buretele este denumit în popor babe, boarce, buretele urechii sau, ca și alte specii, urechiușă respectiv ceșcuțe, chiar și ochiul caprei. Soiul se poate găsi în România, Basarabia și Bucovina de Nord, în luminișuri de pădure, alung de drumuri și poteci, prin grădini, parcuri și pe peluze, crescând mai ales în grupuri și șiruri mari, numai rar solitar, chiar și pe sol gol, nisipos și uscat, dar preferă pământ argilos proaspăt, ierbos și umed, unde dezvoltă exemplarele cele mai mari, mai rar, de asemenea, pe lemne și ramuri aflate în putrefacție. Apare de la câmpie la munte, din iunie până toamna târziu în octombrie/noiembrie (depinde de altitudine). Specia reprezintă tipul de gen.

## Taxonomie
Deja în 1778, micologul englez William Hudson (1730-1793) a descris buretele destul de inexact, bazând pe referiri mai vechi și nu corespunzătoare cu nomenclatura lui Carl von Linné, sub denumirea Peziza coccinea în volumul 2 al lucrării sale principale Flora Anglica exhibens plantas per Regnum Britanniae spontes crescentes.
Astfel numele binomial corect și valabil până în prezent a devenit Peziza aurantia, creat de renumitul micolog Christian Hendrik Persoon în volumul 2 al operei sale Observationes mycologicae. Seu descriptiones tam novorum, quam notabilium din 1800 și transferat corect de micologul german Leopold Fuckel la genul Aleuria sub păstrarea epitetului, de verificat în publicația sa Symbolae mycologicae - Beiträge zur Kenntnis der Rheinischen Pilze în: Jahrbücher des Nassauischen Vereins für Naturkunde din 1870.
Toate celelalte încercări de redenumire sunt acceptate sinonim, dar, nefiind folosite nicăieri, pot fi neglijate.

## Descriere

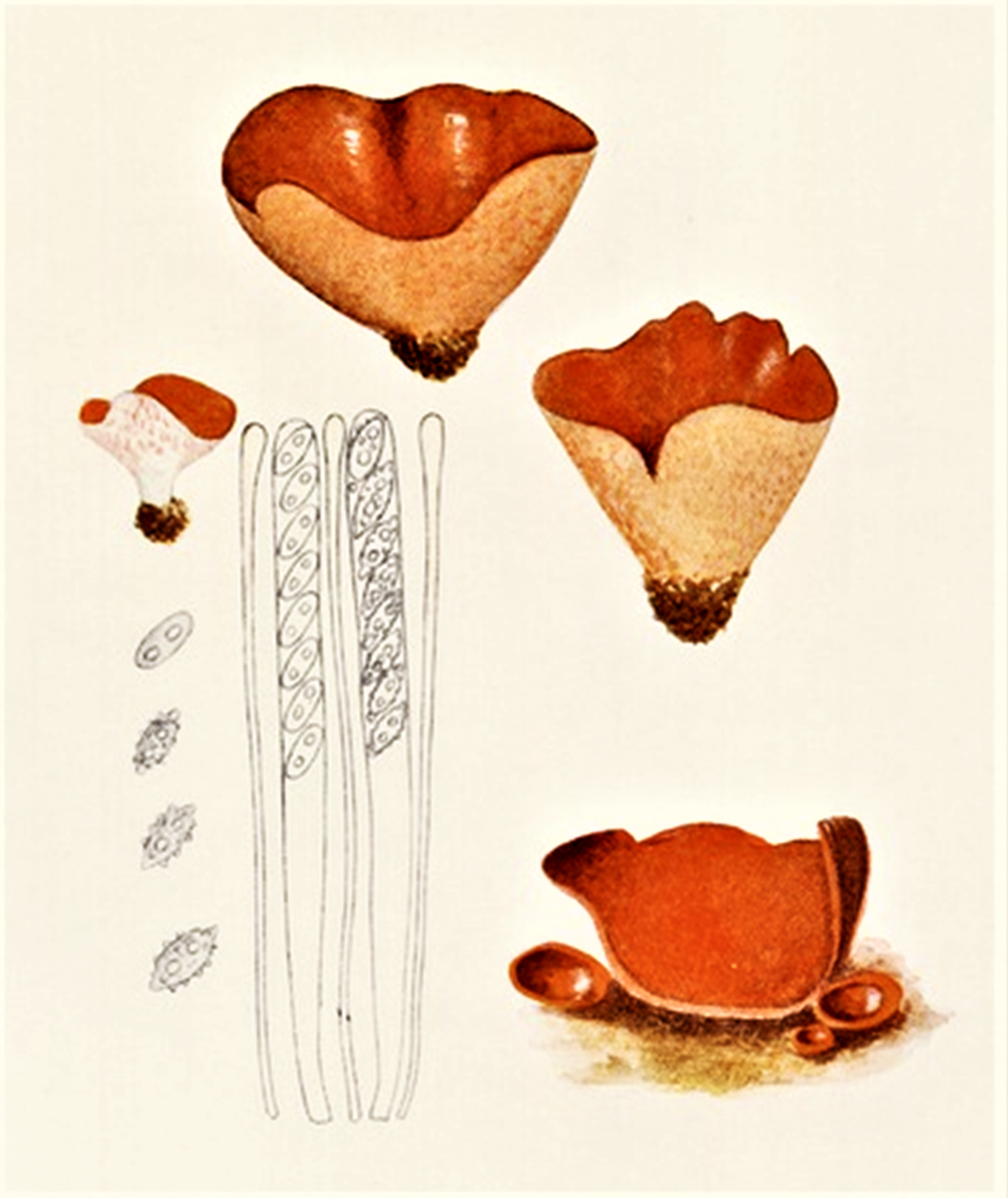
Bres.: Peziza aurantia

- Corpul fructifer: are un diametru 2-8 cm (pe sol potrivit până la 12 cm) și o înălțime de 3-5 cm cu formă regulată de cupă sau oală. Mai târziu devine neregulată, mai mult sau mai puțin răsucită, având o oarecare asemănare cu o ureche. În vârstă se aplatizează, adesea ombilicat în centru și cu marginea ondulată cu tendința de a se rupe, atingând adesea pământul. Suprafață inferioară (superioară), cea fertilă (adică cea căptușită cu stratul himenal care va produce sporii), este netedă și glabră, de un frumos portocaliu deschis până la roșu-portocaliu aprins. La maturitate, la cea mai mică adiere de vânt sau atingere se vor ridica sporii ca un fum albicios. Suprafața exterioară cu aspect prăfos, presărată cu solzișori foarte mici, lucind ca catifeaua, este de culoare mai deschisă, albicios-portocalie și adesea cu nuanțe de roz. Ciuperca  seamănă foarte bine cu niște coji de portocale aruncate pe sol.
- Piciorul: lipsește aproape mereu. Dacă prezent, este rudimentar, cu forma de rădăcină și brun din cauza pământului atașat.
- Carnea: este portocaliu-gălbuie subțire, ceroasă și ușor casantă. Este fără miros sau gust specific.[5][6]
- Caracteristici microscopice: Sporii sunt elipsoidali, hialini (translucizi), cu două picături uleioase în interior și membrana ornamentată, verucoasă în formă de rețea 16-18 x 8-10 microni. Pulberea lor est albicioasă. Ascele sunt lungi și cilindrice măsurând 180-230 x 10-12 microni și poartă 8 spori oblongi și haploizi. Parafizele (celule sterile între asce) sunt și ele  cilindrice, dar îngroșate spre vârf și acolo rotunjite, cu granule mici portocalii depozitate în ele.[10]
- Reacții chimice: nu sunt cunoscute.[11]

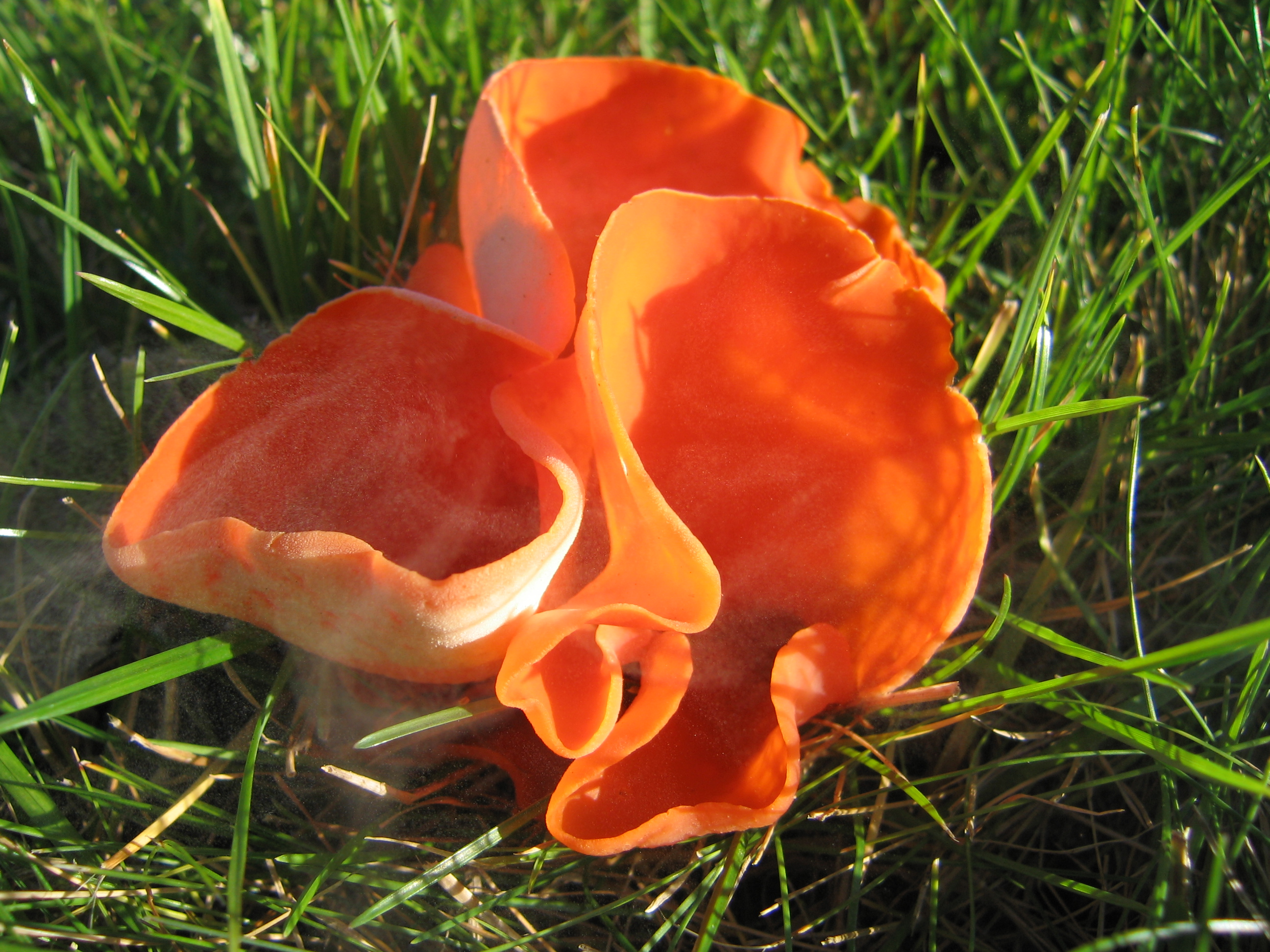
A. aurantia cu fumul sporilor
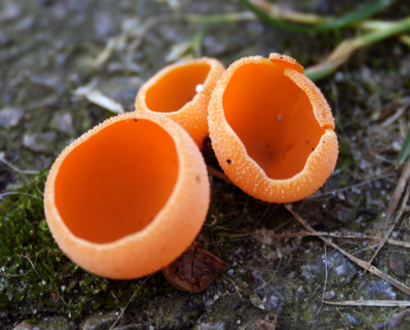
A. aurantia tinere
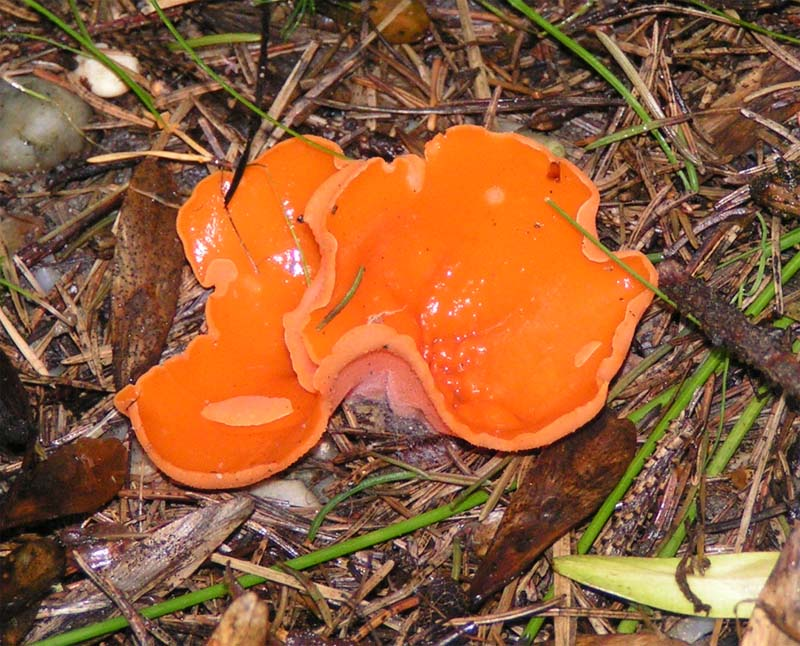
A. aurantia bătrâne
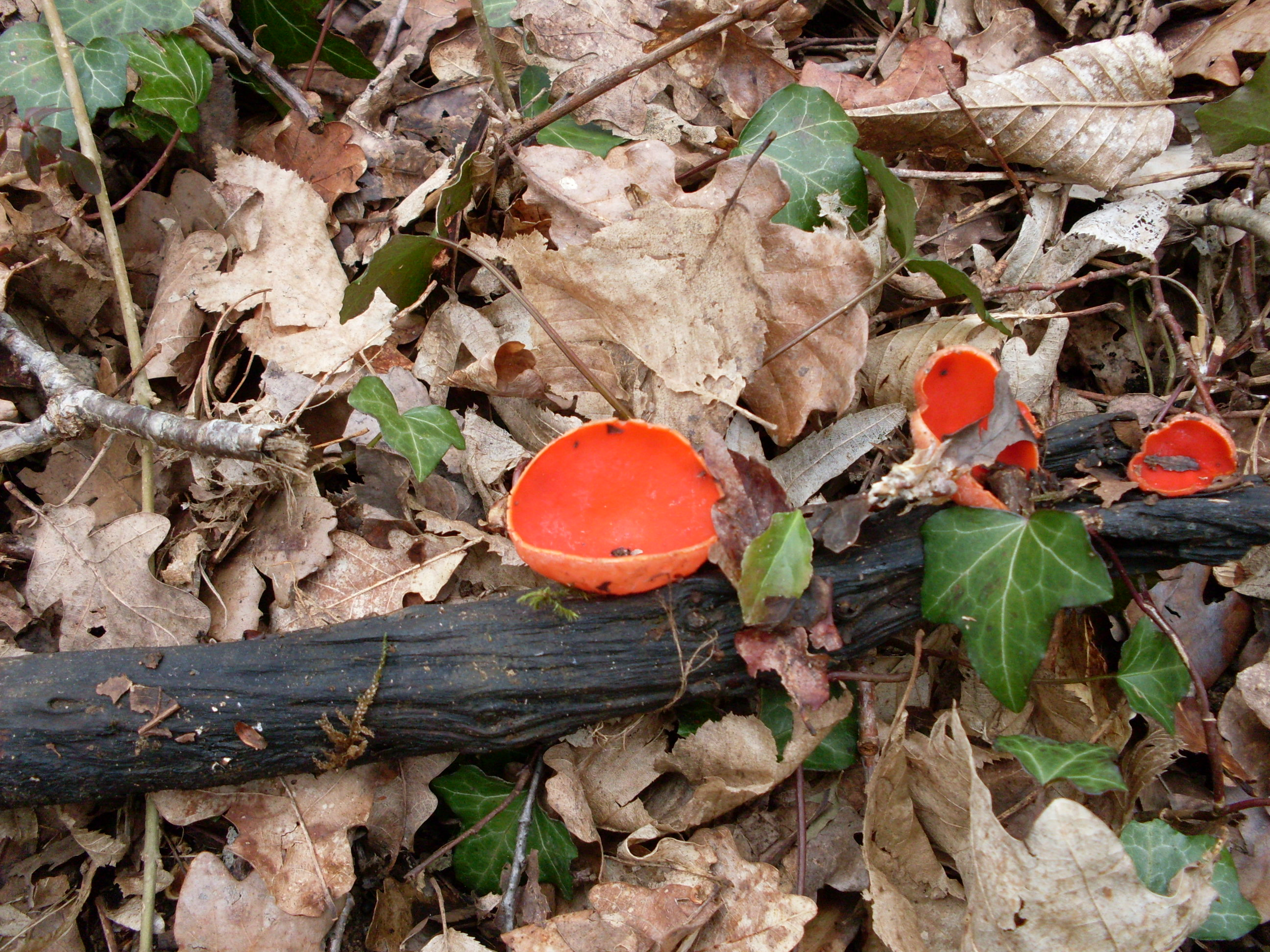
A. aurantia pe lemn mort

## Confuzii
Buretele urechii poate fi confundat cu speciile inofensive Caloscypha fulgens, Disciotis venosa, Gyromitra leucoxantha sin. Discina leucoxantha, Helvella acetabulum, Peziza repanda, Sarcoscypha austriaca, Sarcoscypha coccinea Sarcoscypha dudleyi, Sarcoscypha jurana, Tremiscus helvelloides, sin. Guepina helvelloida, dar de asemenea cu otrăvitoarea Sarcosphaera coronara.

## Specii de ciuperci asemănătoare

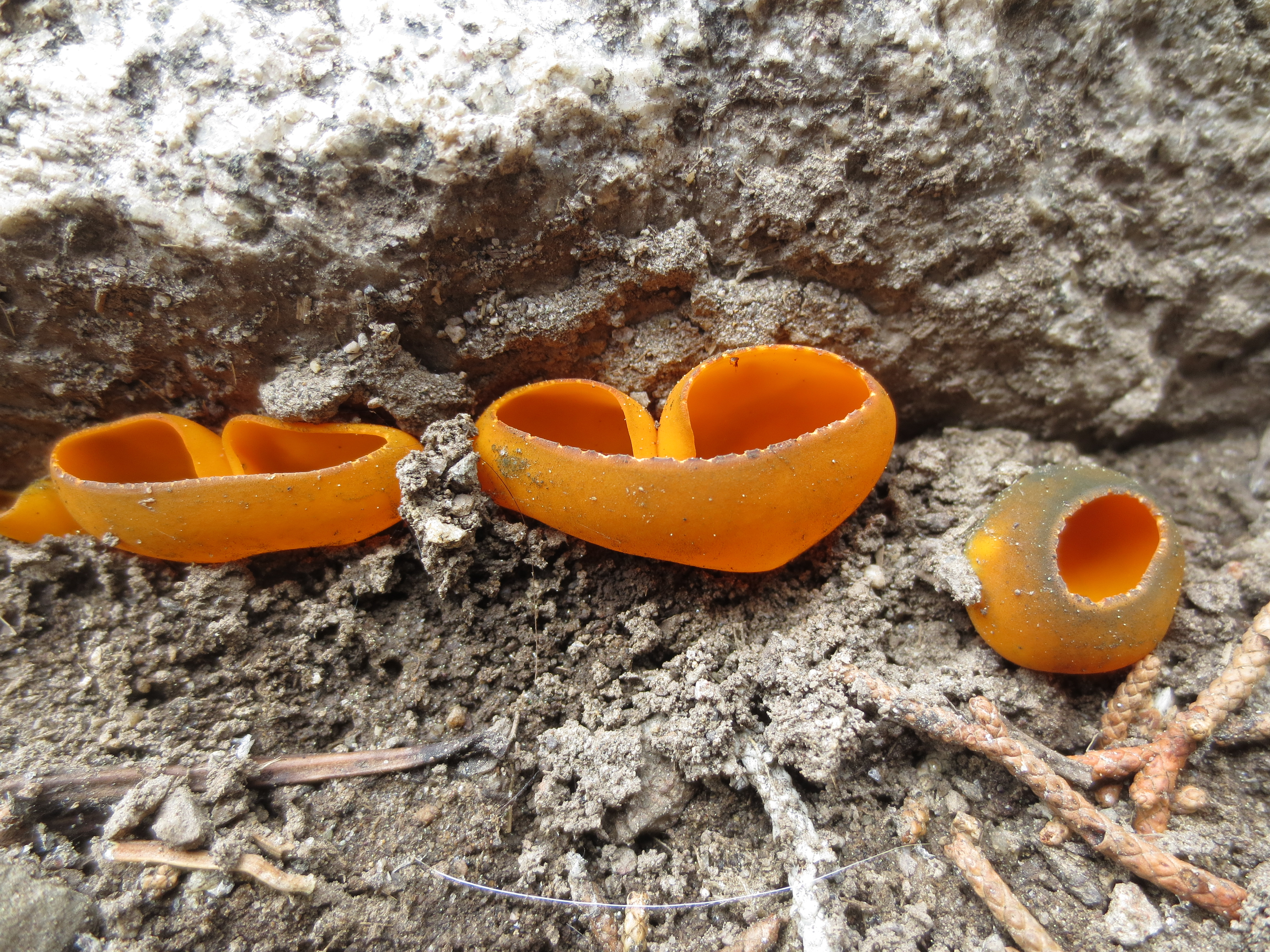
Caloscypha fulgens
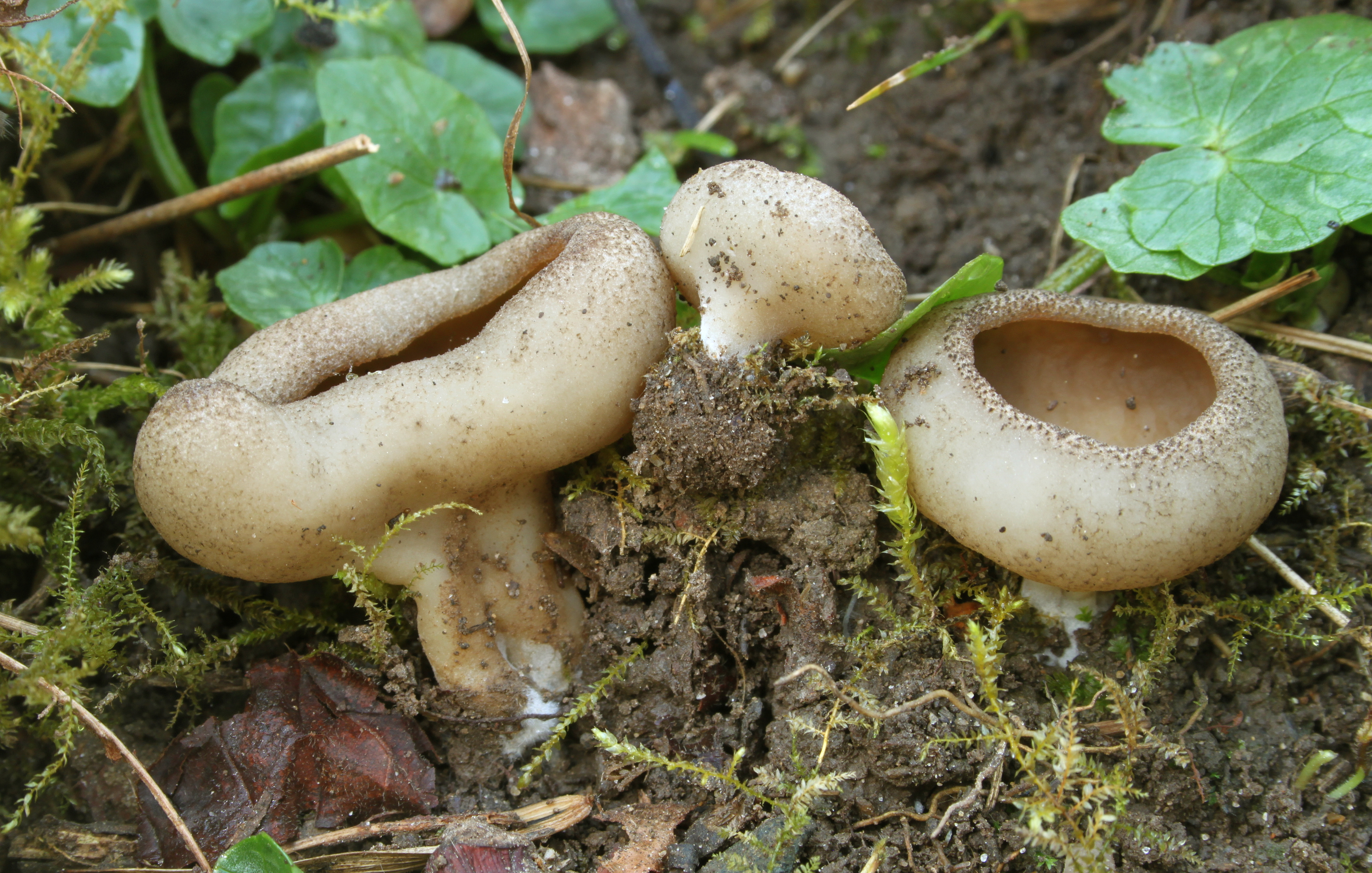
Disciotis venosa
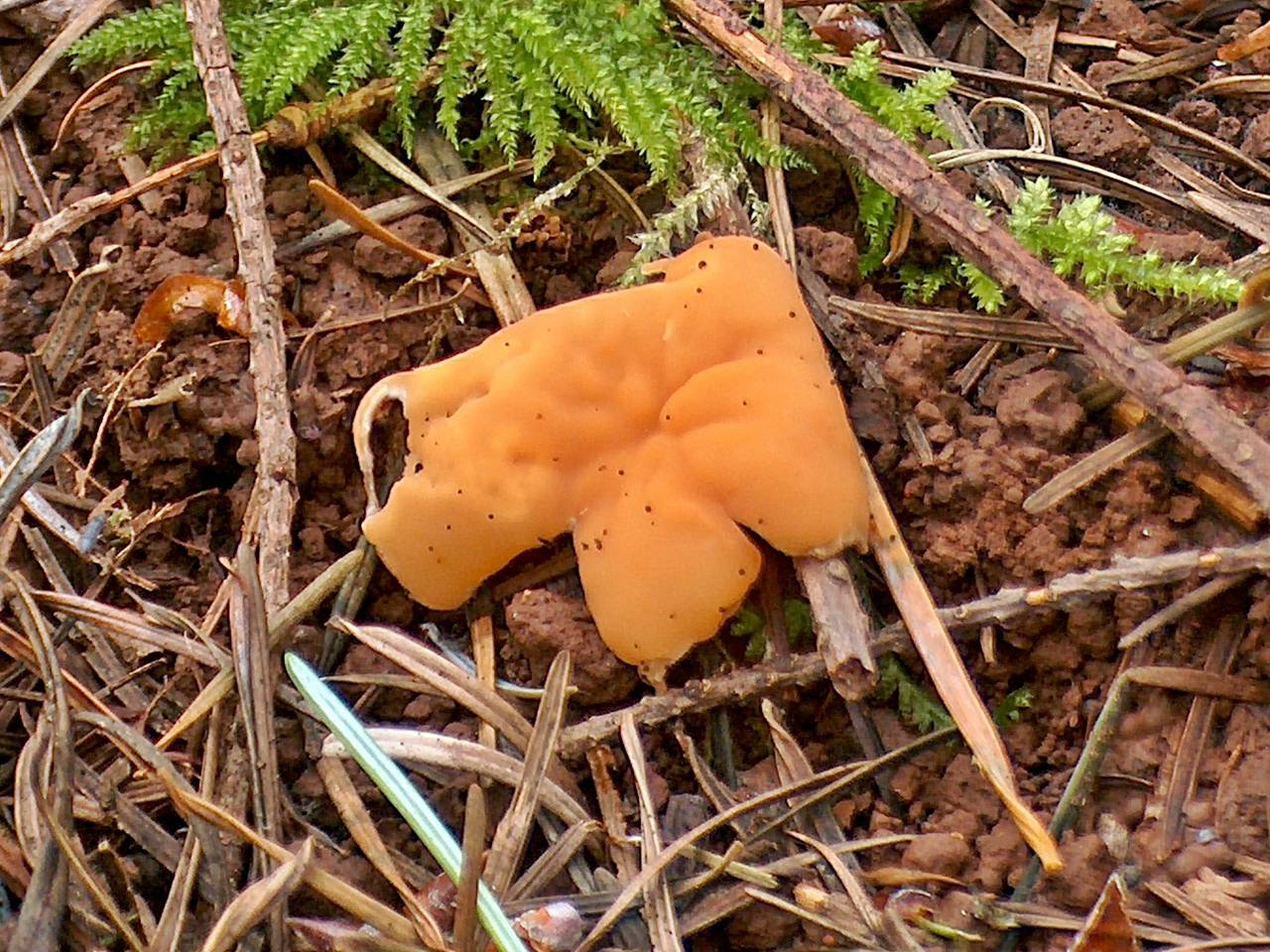
Gyromitra leucoxantha
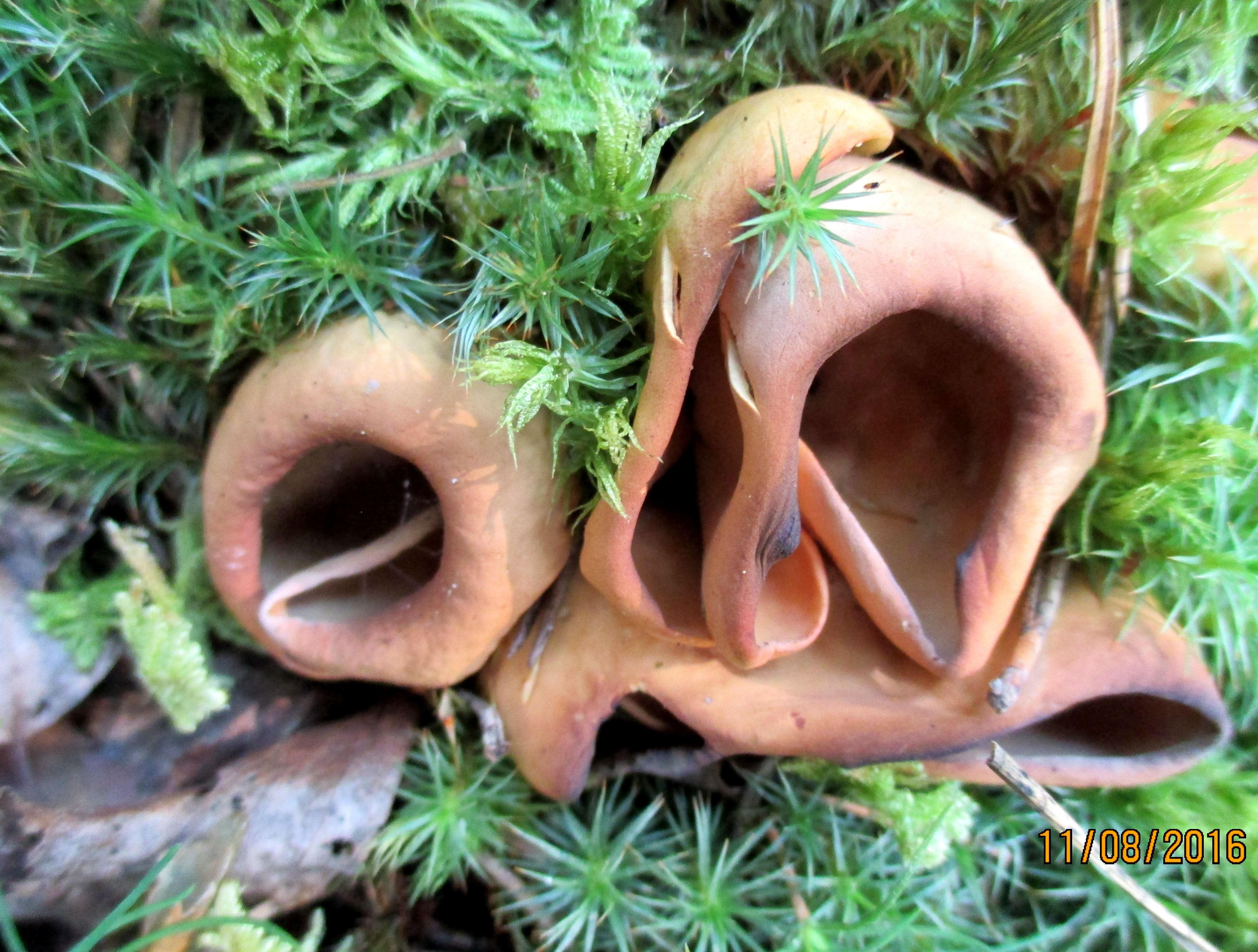
Helvella acetabulum

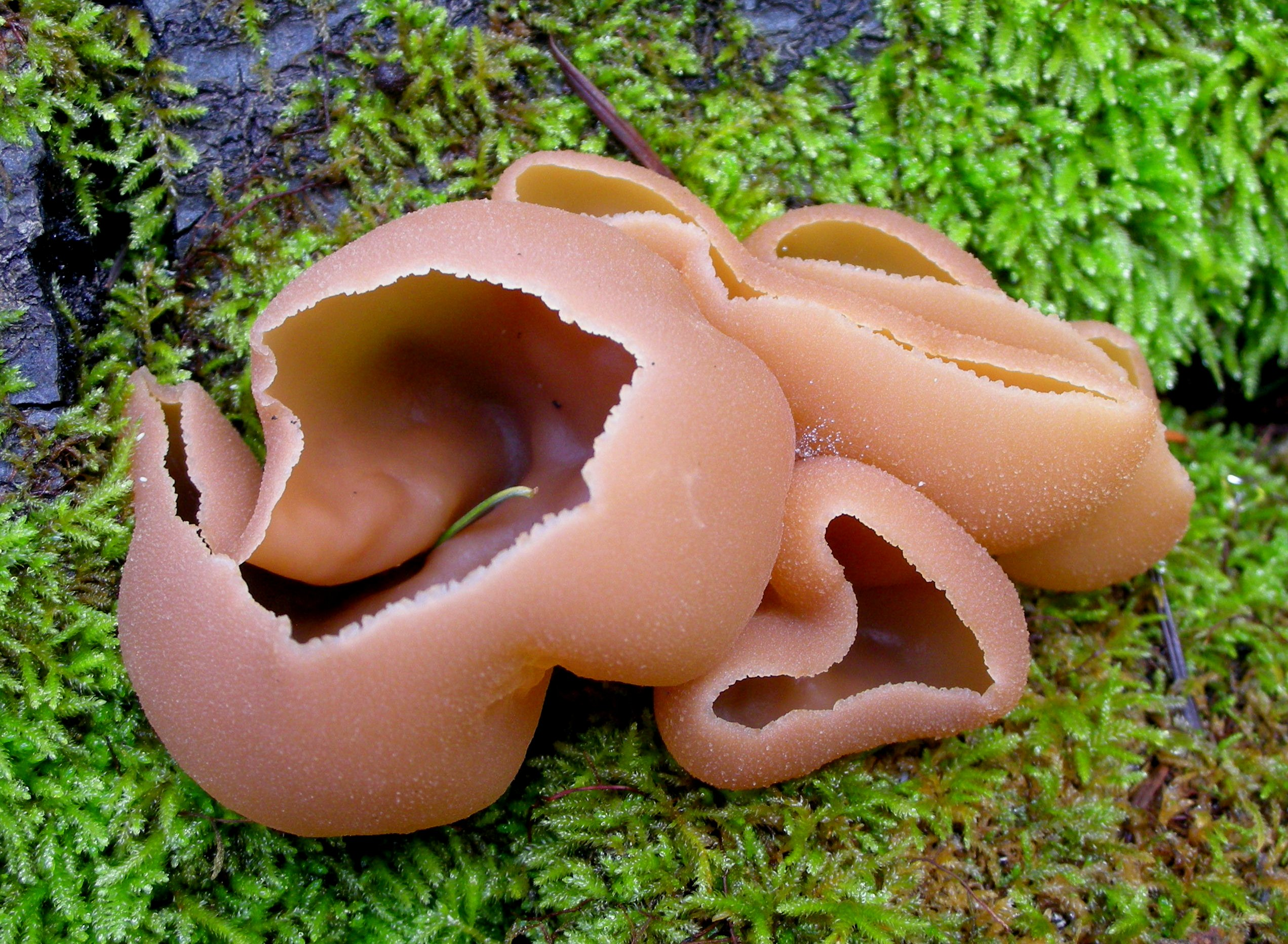
Peziza repanda
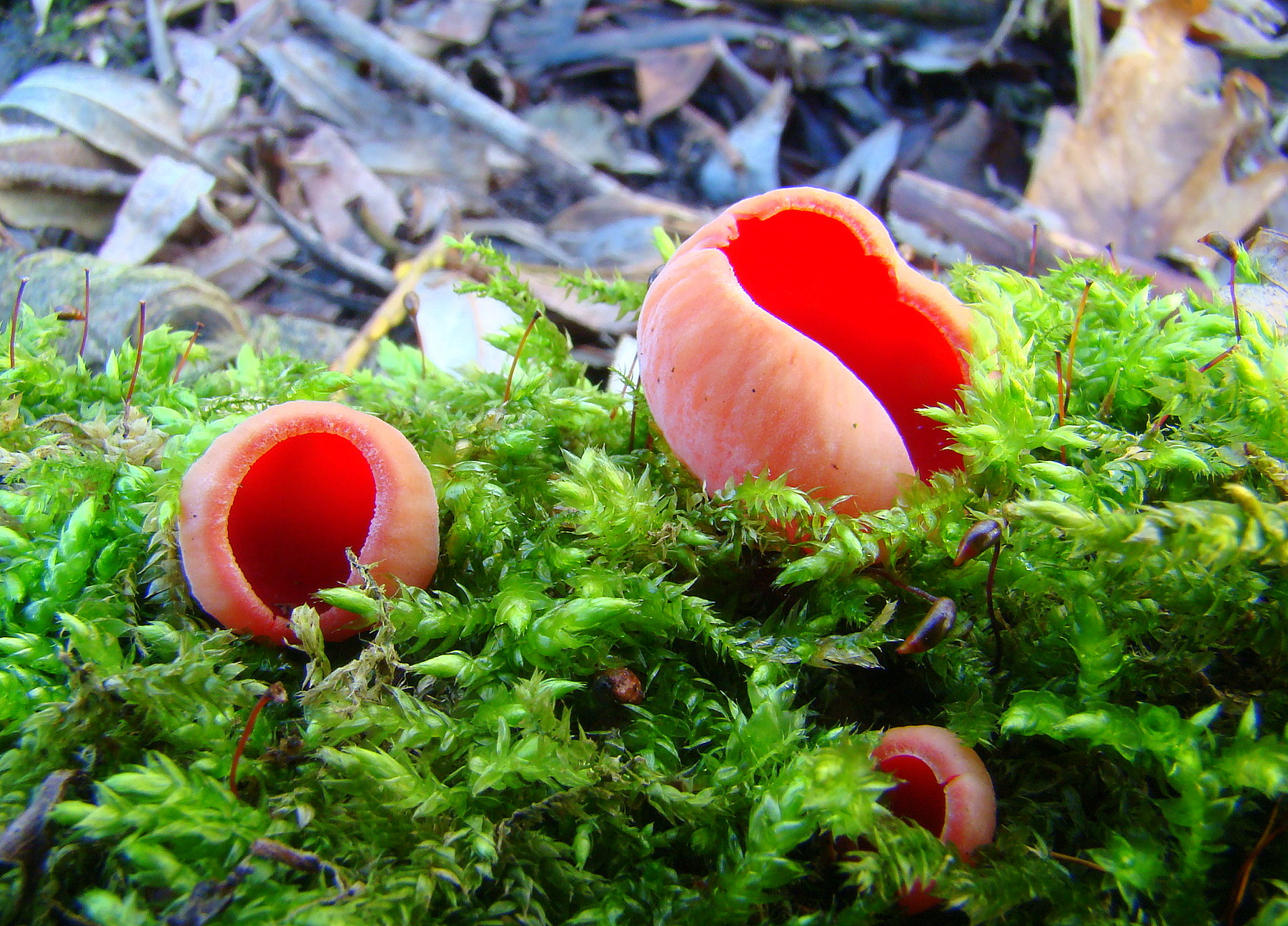
Sarcoscypha austriaca
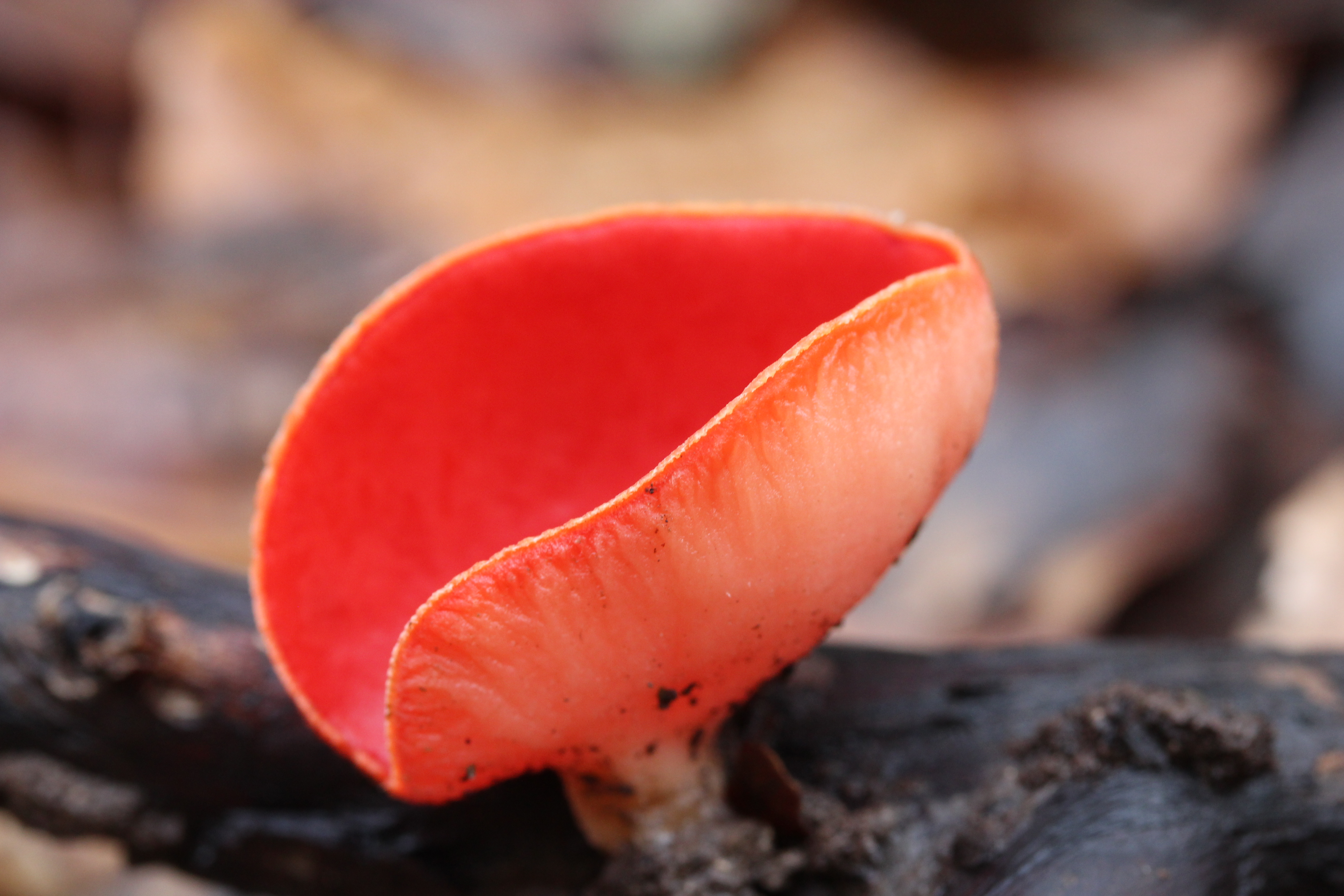
Sarcoscypha coccinea
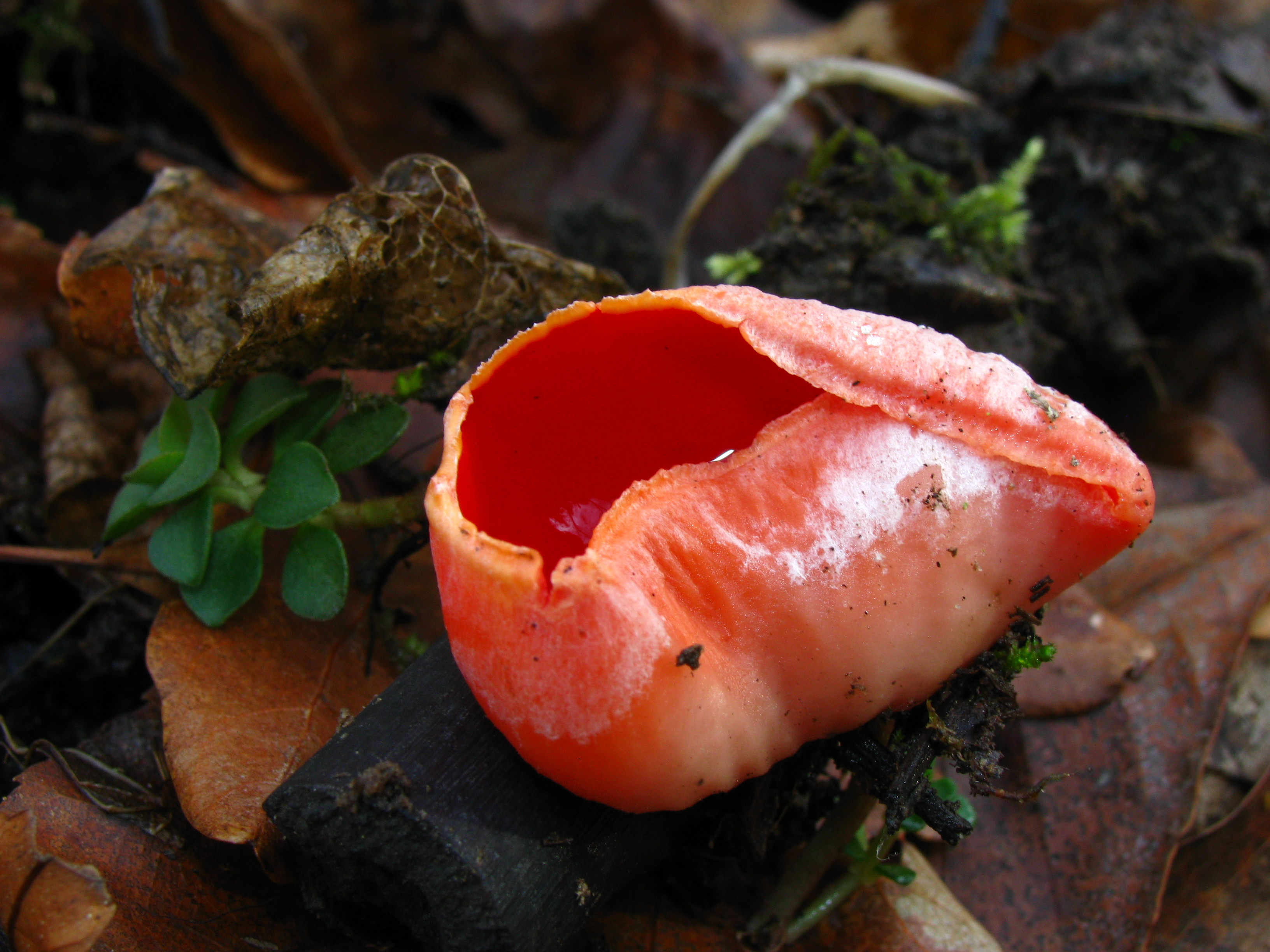
Sarcoscypha dudleyi

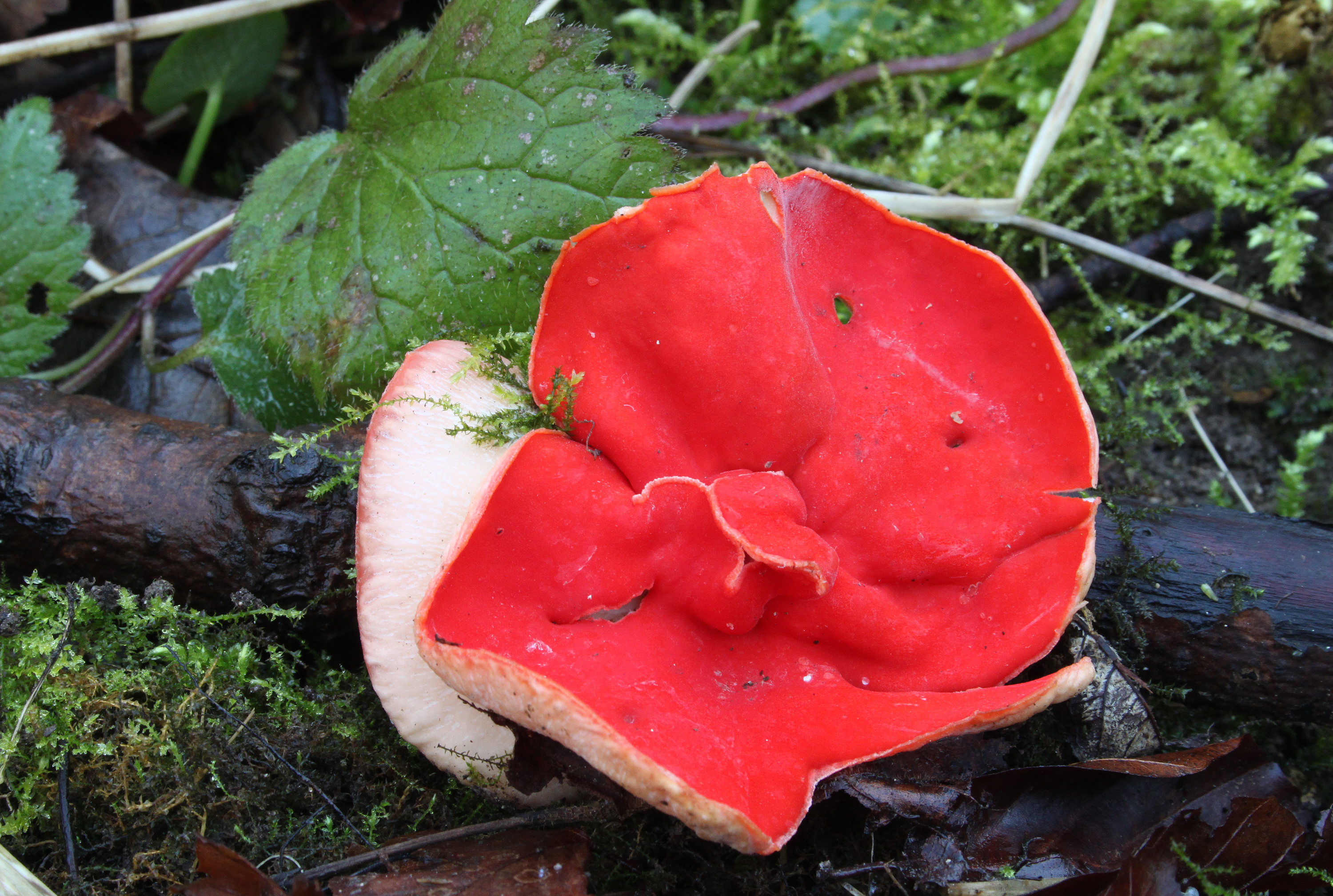
Sarcoscypha jurana
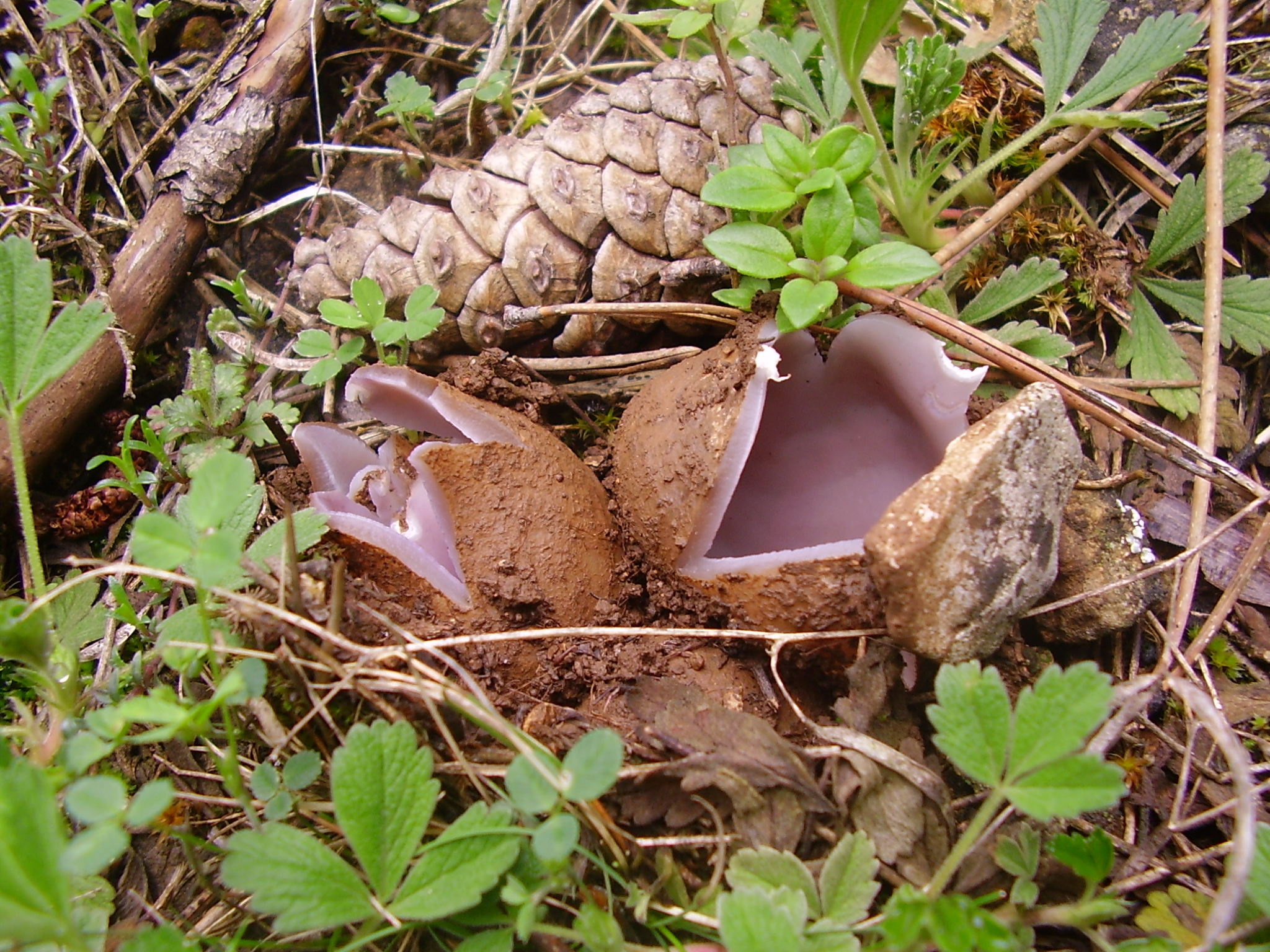
!!Sarcosphaera coronara!!
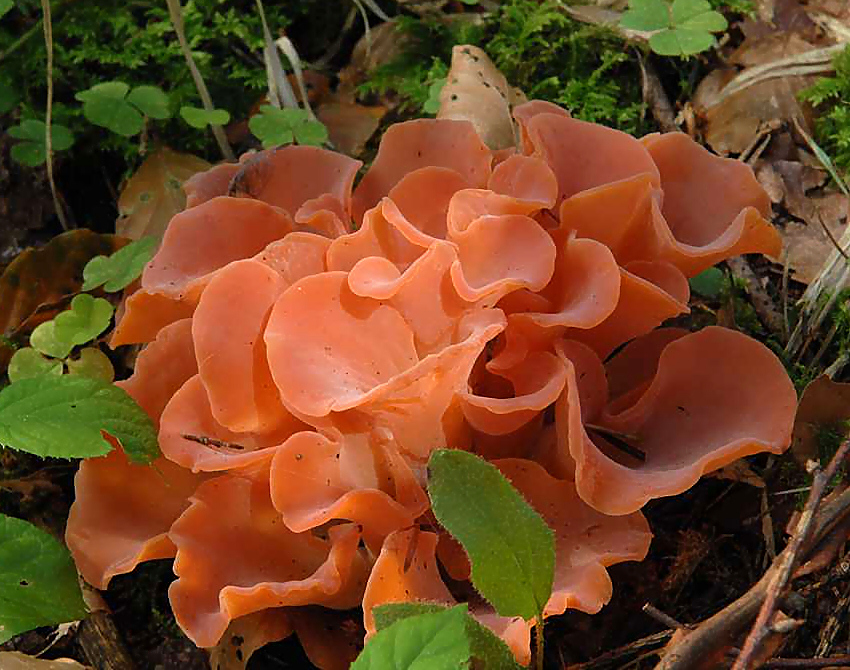
Tremiscus helvelloides sin. Guepina helvelloida

## Valorificare
Boarcele sunt comestibile, chiar în stare crudă. Deci văzute de nu puțini micologi de valoare gastronomică, este folosită destul de des în bucătărie. Se pot prepara de exemplu ca adăugare la alte soiuri comestibile din încrengătura ascomicetelor. Dar în România buretele este consumat în mod regulat, cu siguranță mai mult pentru calitățile sale decorative decât pentru aroma dulce, dar fără gust. Carnea sa oferă o textura fermă și crocantă. Tânără este folosită în principal pentru deserturi: se cufundă de exemplu în siropul de zahăr, sau se umple cu un lichior ori cu o cremă delicioasă, servite apoi cu napolitane. Adesea se găsește de asemenea, bătătoare la ochi cum este, ca adăugată crud la o salată mixtă. Mai departe, babele pot fi folosite, ca și pocalul piticilor pentru mâncăruri delicioase, ca de exemplu un „Calcan la cuptor cu leurdă și urechiușe” sau o supă-cremă cu șampinioni și urechea babei.
Potrivit pentru consum sunt exemplare mai tinere. Ele pot fi  ingerate crud.

## Bibiliografie
- Bruno Cetto: „I funghi dal vero”, vol. 1-7, Editura Arte Grafiche Saturnia, Trento 1976-1993 (pentru cercetarea în total)
- Marcel Bon: “Pareys Buch der Pilze”, Editura Kosmos, Halberstadt 2012,  ISBN 978-3-440-13447-4
- Rose Marie Dähncke: „1200 Pilze in Farbfotos”, Editura AT Verlag, Aarau 2004, ISBN 3-8289-1619-8
- Ewald Gerhard: „Der große BLV Pilzführer“ (cu 1200 de specii descrise și 1000 fotografii), Editura BLV Buchverlag GmbH & Co. KG, ediția a 9-a, München 2018, ISBN 978-3-8354-1839-4
- Jean-Louis Lamaison & Jean-Marie Polese: „Der große Pilzatlas“, Editura Tandem Verlag GmbH, Potsdam 2012, ISBN 978-3-8427-0483-1
- J. E. și M. Lange: „BLV Bestimmungsbuch - Pilze”, Editura BLV Verlagsgesellschaft, München, Berna Viena 1977, ISBN 3-405-11568-2
- Hans E. Laux: „Der große Pilzführer, Editura Kosmos, Halberstadt 2001, ISBN 978-3-440-14530-2
- Gustav Lindau: „Kryptogamenflora für Anfänger: Eine Einführung in das Studium der blütenlosen Gewächse für Studierende und Liebhaber“, vol. 2, Editura Julius Springer, Berlin 1922
- Till E. Lohmeyer & Ute Künkele: „Pilze – bestimmen und sammeln”, Editura Parragon Books Ltd., Bath 2014, ISBN 978-1-4454-8404-4
- Meinhard Michael Moser: „Kleine Kryptogamenflora der Pilze – vol. II a.: „Höhere Phycomyceten und Ascomyceten”, Editura Gustav Fischer, Jena 1963